# Сили, Мартин
Мартин Алан Сили (англ. Martin Seeley; род. 29 мая 1954, Портсмут, Великобритания) — прелат Церкви Англии. С 2006 по 2015 год служил принципалом в теологическом колледже Уэсткотт-Хаус в Кембридже. С 2015 года 11-й епископ Сент-Эдмундсбери и Ипсуича.

## Биография
Родился в Портсмуте 29 мая 1954 года. Обучался в Колледже Иисуса в Кембридже. В 1976 году защитил диплом бакалавра искусств (B.A.). В 1978 году — степень бакалавра образования (B.Ed.). В 1976 году поступил в Колледж Рипон в Каддесдоне, где изучал теологию. Продолжил образование в Объединённой теологической семинарии в Нью-Йорке, которую в 1978 году окончил со степенью магистра священной теологии (S.T.M.).
24 сентября 1978 года в храме Святого Павла в Эшби, в графстве Линкольншир Дэвидом Тастином, епископом Гримсби, был рукоположен сан диакона Церкви Англии. 30 сентября 1979 года в соборе Линкольна был рукоположен в сан священника Симоном Фиппсом, епископом Линкольна. Его первым служением в церкви с 1978 по 1980 год было место куратора в храме Святого Петра в Боттсфорде, в графстве Линкольншир.
В 1980 году переехал в США, где до 1985 года служил куратором в храме Богоявления и помощником настоятеля храма Троицы на Манхэттене в Нью-Йорке. Затем с 1985 по 1990 год был исполнительным директором Центра Томпсона и заведовал экуменическими образовательными программами для мирян и клира в Сент-Луисе в штате Миссури.
В 1990 году вернулся в Великобританию, где с 1990 по 1996 год служил избранным секретарём в Консультативном совете министрантов и секретарём по вопросам продолжения министрантского образования. С 1996 по 2006 году был викарием в Айсл-оф-Догс — приходе в епархии Лондона. В сентябре 2006 года был назначен принципалом в Уэсткотт-Хаус в Кембридже — теологический колледж либерально-католической традиции Церкви Англии. В 2008 году был назначен почётным каноником собора Эли.
В ноябре 2014 года избран 11-м епископом Сент-Эдмундсбери и Ипсуича. Каноническое подтверждение получил 7 мая 2015 года. 14 мая того же года был хиротонисан в сан епископа Джастином Уэлби, архиепископом Кентербери в Вестминстерском аббатстве. 20 июня 2015 года взошёл на кафедру Сент-Эдмундсбери и Ипсуича в соборе Сент-Эдмундсбери. С 2015 года также является почётным епископом-ассистентом диоцеза Эли.
В 1980—1988 годах состоял в браке с Синтией Маклин. В 1999 году женился вторично на Ютте Брек, которая также является англиканским священнослужителем. Во втором браке имеет двоих детей.